# 分離指形軟珊瑚
分離指形軟珊瑚（学名：Sinularia exilis）为軟珊瑚科指形軟珊瑚屬下的一个种。